# Relations entre l'Allemagne et le Maroc
Les relations entre l'Allemagne (Deutschland) et le Maroc (Marokko) désignent les échanges bilatéraux entre la République fédérale d'Allemagne et le royaume du Maroc initiés en 1956.

## Histoire
Dès le début du XVIe siècle, les familles de marchands influentes du Saint-Empire romain germanique, les Welser et les Fugger, établirent des succursales au Maroc.
Un contingent de troupes romano-allemandes a participé en 1578 à la bataille d'Alcácer-Quibir aux côtés du Portugal, au cours de laquelle une tentative d'expansion portugaise dans le pays a été repoussée.
Après des négociations inachevées avec la ville hanséatique de Brême, le sultan du Maroc signa en 1802 un traité commercial avec la ville hanséatique rivale de Hambourg, puis peu après un autre avec celle de Lübeck.
Au XIXe siècle, August Petermann (1854) et Gerhard Rohlfs (1873) ont visité le pays et publié                          des rapports qui ont permis au public allemand de se familiariser avec le Maroc.
En 1872, l'Empire allemand, dirigé par Otto von Bismarck, envoya un représentant diplomatique            au Maroc. En 1890, un traité commercial germano-marocain fut signé à Fès.
Par cette tentative de gain d'influence au Maroc de l'Empire allemand s'en déboucha un conflit avec              la France, à savoir la crise de Tanger (1904-1906) puis la deuxième crise marocaine (1911).
Des navires de guerre allemands furent envoyés par Guillaume II lors de la deuxième crise marocaine, après que les troupes françaises eurent occupé Fès et Rabat.
Le 4 novembre 1911, le traité Maroc-Congo fut signé, par lequel l'Empire allemand reçut le Nouveau-Cameroun (Neukamerun) et renonça en contrepartie à toute revendication au Maroc.
Peu après ces événements, le Maroc devint un protectorat français entre 1912 et 1956.
Après la Seconde Guerre mondiale, l'Allemagne est divisée en deux États.
Des relations diplomatiques sont successivement établies en 1956, à la suite de l'indépendance du Maroc tout d'abord avec la République fédérale d'Allemagne (RFA), puis en 1972 avec la République démocratique allemande (RDA).
En 1963, un programme de recrutement de travailleurs immigrés marocains fut lancé.
Le 29 novembre 1965 marqua la toute première visite d'État d'un souverain marocain en Allemagne avec la venue du roi Hassan II à Bonn, alors capitale de la République fédérale d'Allemagne (RFA). Il fut, à cette occasion, accompagné par son frère, le prince Moulay Abdullah ainsi que par son oncle, le prince Moulay Hassan, où ils se rendirent à la villa Hammerschmidt pour y être reçus par le président allemand de l'époque, Heinrich Lübcke.
Au cours de sa visite, les sujets de collaboration en matière de défense, de recherche scientifique, d'économie, mais également la problématique de            la division de l'Allemagne sont évoqués, où pour ce dernier le roi Hassan II ne manqua pas de manifester son intérêt.
A l'occasion de cet événement, la ville de Bonn fut pavoisée aux couleurs germano-marocaines et bon nombre de travailleurs invités marocains situés dans le bassin de la Ruhr firent le déplacement pour accueillir leur monarque.
Si les relations diplomatiques germano-marocaines furent historiquement majoritairement amicales, des tensions diplomatiques apparurent néanmoins en mars 2021 entre les deux pays, notamment concernant le conflit non résolu quant au statut du Sahara occidental, après que les États-Unis aient unilatéralement reconnu la souveraineté marocaine sur celui-ci, en échange de la reconnaissance d'Israël par le royaume du Maroc.
Le Maroc avait alors accusé l'Allemagne d'avoir « agi de manière répétée et hostile contre les intérêts supérieurs du royaume du Maroc », de fait rappelé son ambassadrice de Berlin, mais également imposé une interdiction de contact avec l'ambassade d'Allemagne à Rabat et les organisations allemandes.
En 2022, avec la fin de la gouvernance de la chancelière allemande Angela Merkel, les deux pays se rapprochèrent de nouveau et au cours du mois d'août 2022, la ministre allemande des Affaires étrangères Annalena Baerbock se rendit au siège du gouvernement marocain à Rabat à l'issue de laquelle une déclaration commune germano-marocaine fut publiée, annonçant une intensification des relations bilatérales.
Le 06 juillet 2023, le gouvernement allemand réaffirme son soutien au plan marocain d’autonomie au Sahara, présenté en 2007, en le qualifiant comme étant « un effort sérieux et crédible du royaume du Maroc » et « une base pour une solution acceptée par les parties ».

## Économie
L'Allemagne et le Maroc entretiennent d'étroites relations économiques et il existe entre les deux pays un accord de double imposition (depuis 1974), mais également de protection des investissements (depuis 2007).
En novembre 2019, un partenariat de réforme germano-marocain a été adopté.
En 2021, l'Allemagne a exporté des marchandises vers le Maroc pour une valeur de 2,2 milliards d'euros et a importé en retour des marchandises du Maroc pour une valeur de 1,6 milliard d'euros. L'Allemagne était ainsi le sixième plus grand partenaire commercial du Maroc.
Près de 300 entreprises à capitaux allemands sont présentes sur le territoire marocain et près de 6 % des touristes étrangers dans le pays venaient              d'Allemagne en 2019. Le Maroc dispose notamment de réserves de phosphate d'importance stratégique.
La République fédérale d'Allemagne fournit une aide au développement à destination du Maroc, en mettant l'accent sur les domaines du développement économique durable et de l'emploi, des énergies renouvelables ainsi que de gestion de l'eau.
En 2020, l'Allemagne a pris des engagements à hauteur de 1,2 milliard d'euros et fournit une aide d'urgence dans le cadre de la pandémie de Covid-19.

## Culture et éducation
L'association germano-marocaine (Deutsch-Marokkanische Gesellschaft), dont le siège est à Dortmund, s'est engagée à promouvoir les relations culturelles communes.
La Friedrich Ebert Stiftung, fondation politique allemande associée au SPD, la Konrad Adenauer Stiftung associée à la CDU, la Friedrich Naumann Stiftung promouvant les libertés individuelles et le libéralisme, la Hanns Seidel Stiftung et la Heinrich Böll Stiftung, associée aux Verts allemands ont des bureaux au Maroc.
Deux Instituts Goethe sont implantés au Maroc dans les villes de Casablanca et Rabat.
L'Office allemand d'échanges universitaires est présent au Maroc et il existe plus de 60 partenariats universitaires entre les deux pays.

## sécurité
Le Directeur général de la Sûreté nationale et de la surveillance du territoire, M. Abdellatif Hammouchi, a réalisé une visite de travail en République fédérale d’Allemagne du 24 au 26 juin 2024, à la suite d'une invitation officielle de la Patrie allemande représenté par Dieter Romann, chef de la police fédérale allemande (BUNDESPOLIZEI), Holger Münch, chef de l’Office fédéral de la police criminelle (BKA) ainsi qu’avec plusieurs responsables allemands de la sécurité, experts dans la lutte contre le terrorisme et la sécurité des manifestations sportives. Lors de la visite les responsables des deux pays ont discuté les moyens de renforcer la coopération bilatérale dans divers domaines sécuritaires, notamment la lutte contre le terrorisme, la criminalité transnationale organisée et la sécurisation des grandes manifestations sportives,.

## Diaspora marocaine en Allemagne
Environ 140 000 personnes d'origine marocaine vivent en Allemagne, la plupart dans des grandes villes comme Berlin, Düsseldorf ou Francfort-sur-le-Main.
Le Conseil central des Marocains d'Allemagne, dont le siège est à Francfort-sur-le-Main, représente et défend les intérêts de la communauté marocaine.
Parmi les germano-marocains connus, peuvent être notamment cités : les rappeurs Farid Hamed El Abdellaoui (Farid Bang), Casar, les chanteuses Nadja Benaissa (groupe No Angels) ainsi que Hanan Hamdi (Namika), les footballeurs Abdelhamid sabiri, Adil Chihi, Karim Bellarabi, Mimoun Azaouagh, Manuel Schmiedebach ou encore Mohamed Amsif.